# Висока (Кічменгсько-Городецький район)
Висо́ка (рос. Высокая) — присілок у складі Кічменгсько-Городецького району Вологодської області, Росія. Входить до складу Кічмензького сільського поселення.

## Населення
Населення — 2 особи (2010; 2 у 2002).
Національний склад (станом на 2002 рік):
- росіяни — 100 %